# 深井子之吉
深井子之吉(ふかい ねのきち、1876年4月12日〈明治9年4月12日〉 - 1945年1月22日〈昭和20年1月22日〉)は、日本の柔術家・剣術家・接骨医である。

## 経歴
新潟県三島郡來迎寺村で酒造を営んでいた深井榮七の三男として生まれる生誕は1876年（明治9年）である。深井家は直江山城守の末裔と伝わる。
12歳で武術を志し1890年（明治23年）に上京して杉山禮三郎から武術を学ぶ。
16歳の時に日本橋浜町の大竹森吉に就いて戸塚派揚心流と接骨術を学び奥儀を極めた。また大木友藏から不二心流剣術、山岡鉄舟の門人である佐野治三郎から一刀正伝無刀流を学んだ。さらに鈴木正永と大竹森吉の指導教授のもと向井流と笹沼流の水泳術を修行した。
1895年（明治28年）下谷龍泉寺町で大木友蔵が開いていた練武場に招聘され柔道部の師範代となり門弟に戸塚派楊心流を教授した。1900年（明治33年）に浅草區田中町に移り練武館と改め柔術、剣術、水練を教授した。練武館は、35坪の大道場を有し八百余人の門弟を抱えた都下屈指の道場であった。明治33年頃に門人は2000余名に達し免許及び有段者は80余名いたとされる。1911年（明治44年）より笹沼流の水泳指南を始めた。その間に攻玉舎中学で大木友蔵の師範代として剣道を教授した。
海城中学の柔道剣道師範、武術講習所の柔道師範、開成中学の剣道師範を務めた。またオーストリア公使館の嘱託に招聘され日本武術を教授した。
1904年（明治37年）日露戦争に従軍した。所属は近衛第二聯であった。岫岩で名誉の負傷して一時帰還した。負傷治癒後に再び従軍し遼陽会戦「孟家房の役」で五ヶ所に弾創を被り廃兵となった。この時の一丸は身中に留まったままであった。その後、伍長に昇進勲八等に叙し恩給年金百三十円を受けた。
深井子之吉が日露戦争に従軍している間、練武館は同門の上野八十吉が引き受けていた。
1910年（明治43年）、帝國尚武會の野口清に招聘され実習部主任となり1911年（明治44年)に柔術の教授書、『奥秘龍之巻』『奥秘虎之巻』を発行した。『奥秘虎之巻』に掲載した技術は、大竹森吉から学んだ戸塚派揚心流を基に斯道大家の説を参考にし、自身の戦場実地の経験から編み出したものであるとしている。1945年（昭和20年）1月22日死去。